# Wandaleno
Wandaleno (En latín "Wandalenus") fue un noble franco que controló sus dominios en la zona de los Alpes, cerca del  Macizo del Jura.

## Biografía
Era hijo de Magnacario, un noble de origen alamán aliado de los francos.
Wandaleno estaba casado con Aelia Flavia, una noble de origen galorromano, matrimonio del cual salieron 4 hijos. Se conoce que tenía una buena relación con el beato, Columbano de Luxeuil, de hecho su hijo mayor, Donato fue su ahijado y más tarde fue elegido como obispo de Besanzón.
Se dice que su esposa Aelia era incapaz de concebirle descendencia, por lo cual Wandaleno se dirigió a Besanzón a pedirle a San Columbano que rece para que su esposa quede en cinta, poco después, Aelia queda embarazada, al nacimiento de su hijo primogénito, Columbano lo bautiza con el nombre de Donato y se convierte en ahijado del beato. Donato recibe educación en el monasterio de Besanzón, y años más tarde es escogido como obispo de la misma ciudad.
Wandaleno fue elegido como mayordomo de palacio de Austrasia bajo el reinado de Childeberto II, aunque no se sae muy bien durante qué años fue su estancia en la corte sirbiendo personalmente al rey.